# Heksenkring

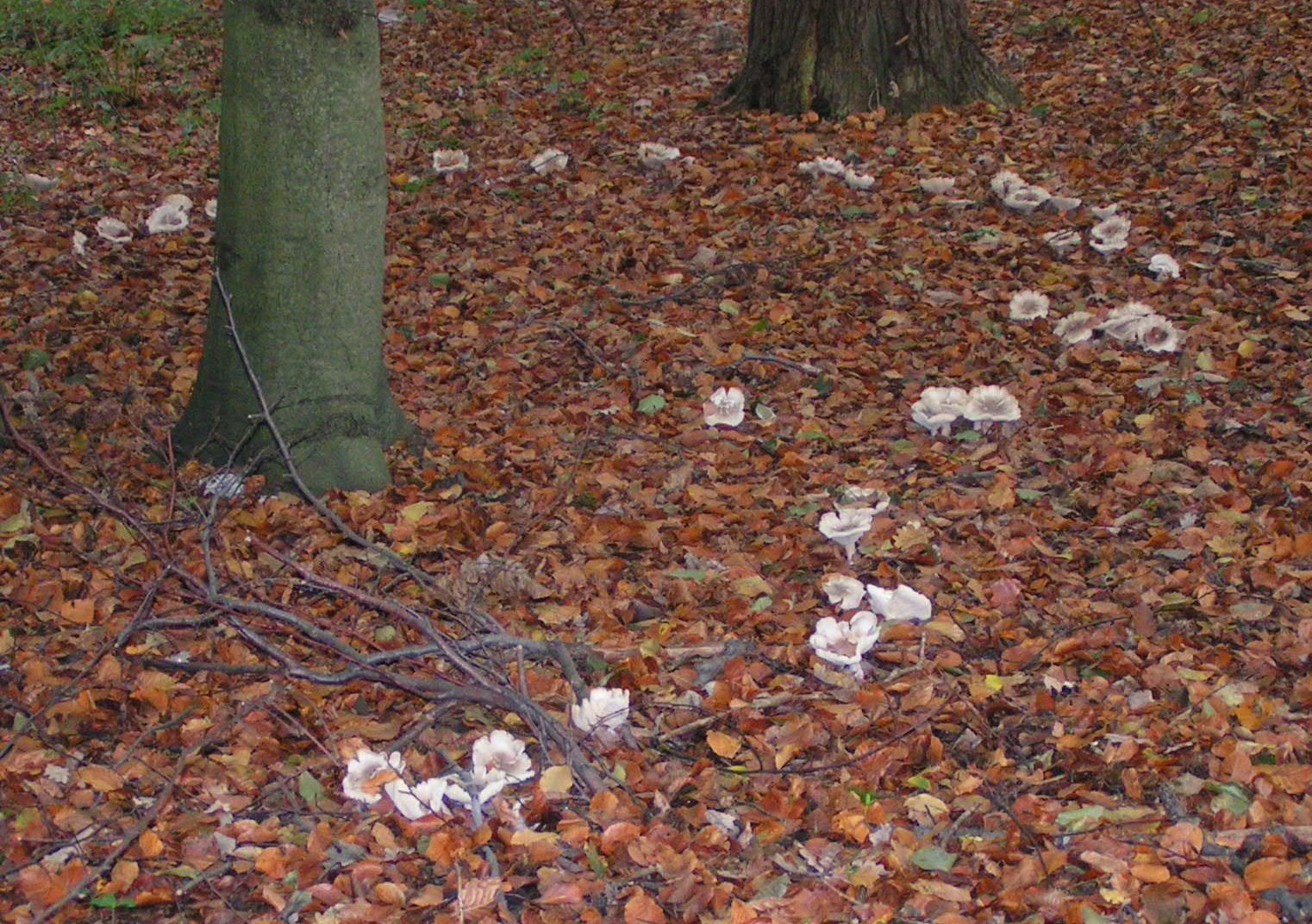

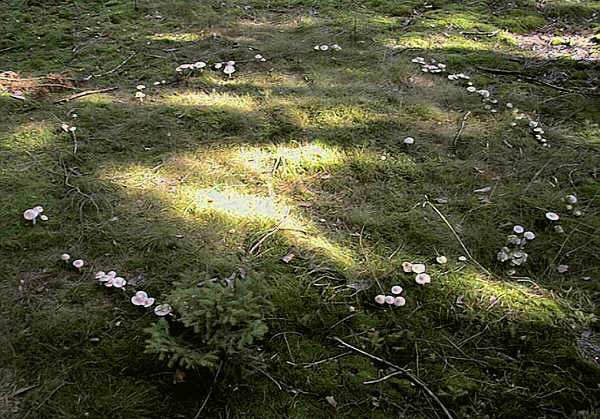

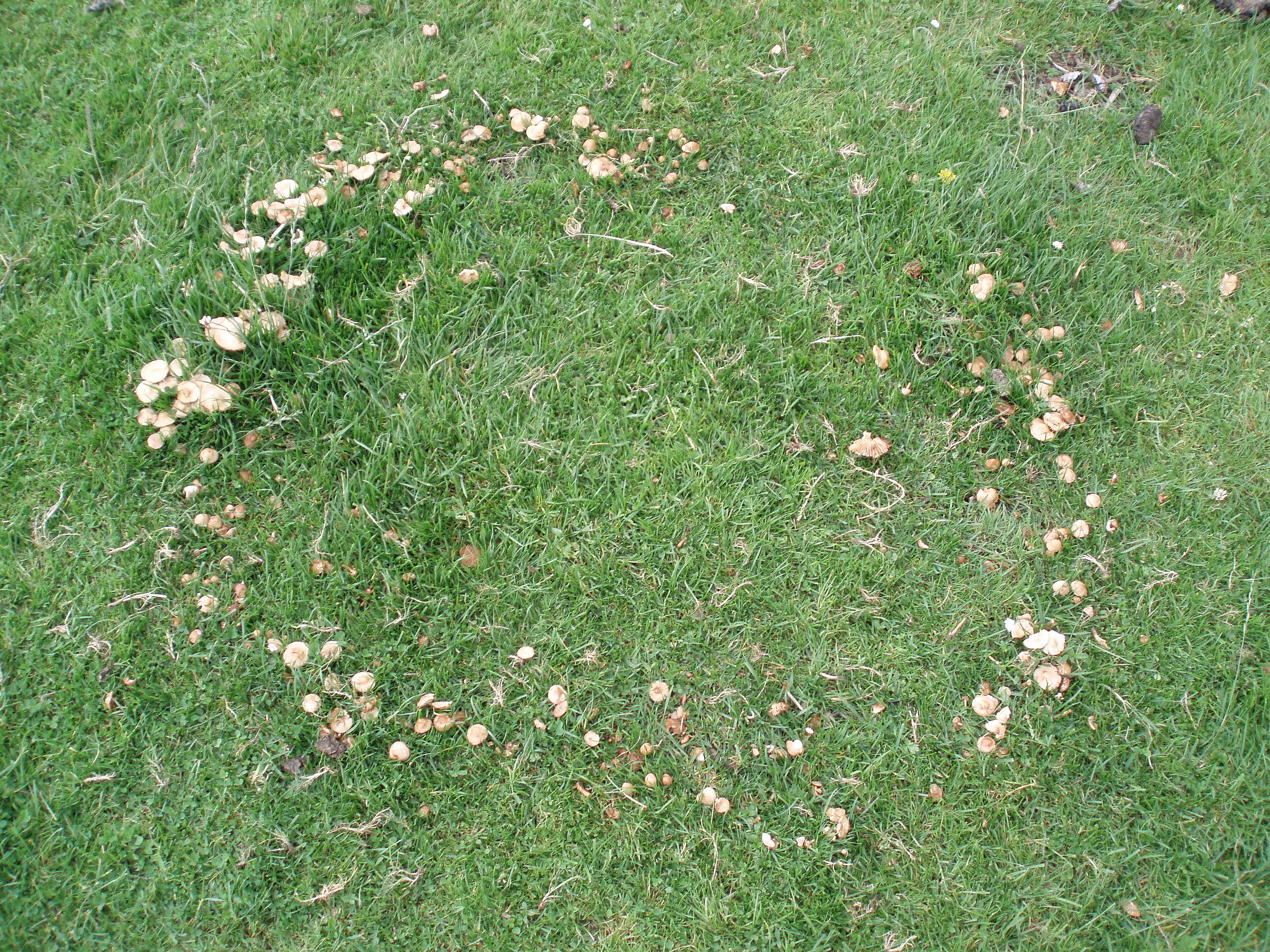

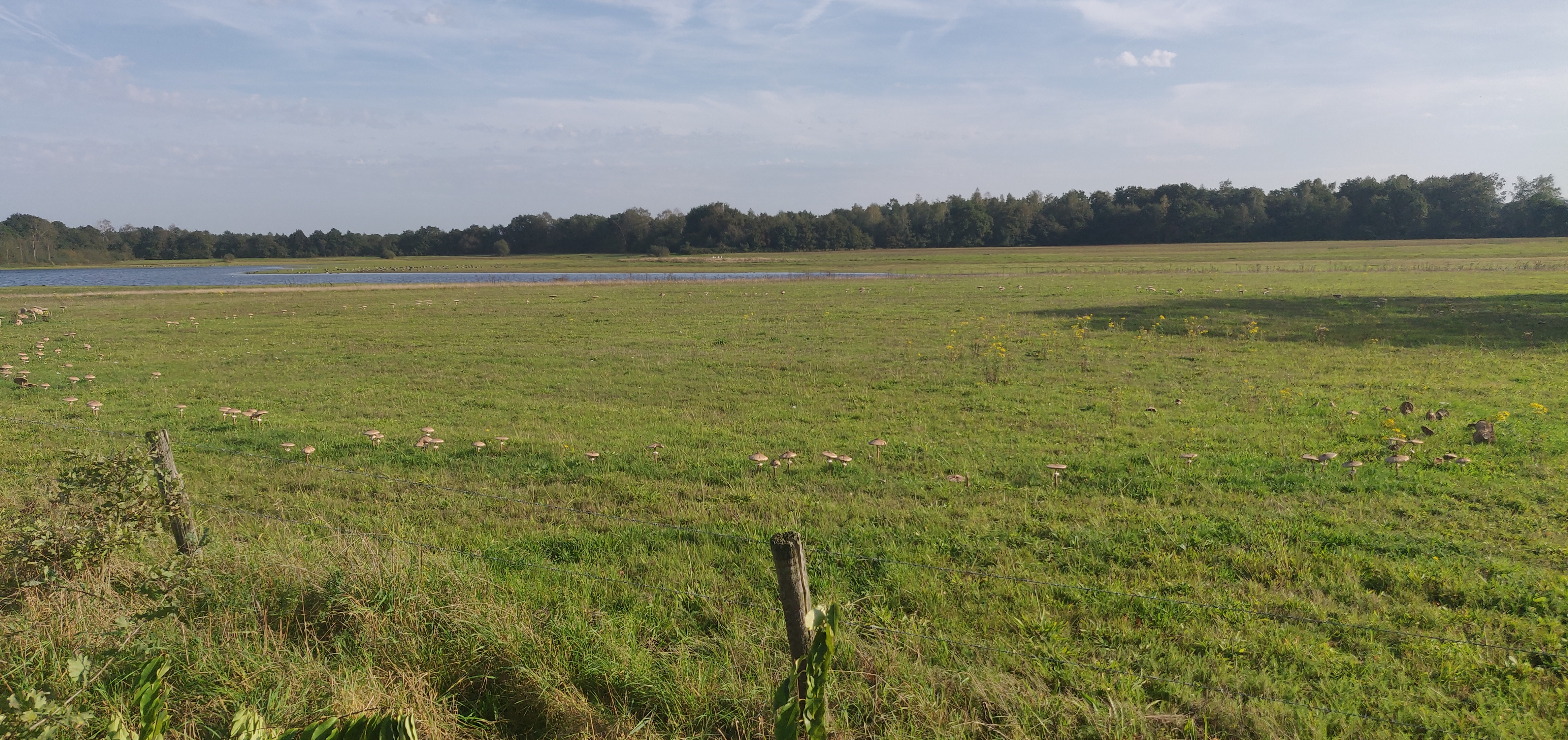
Heksenkring met een diameter van meer dan 20 meter bij Reusel

Een heksenkring is een natuurlijk voorkomende kring van ondergrondse schimmels en de bovengrondse  vruchtlichamen daarvan. Een heksenkring bestaat uit een zwamvlok en paddenstoelen. Hoewel er nog onduidelijkheid is over de precieze omstandigheden waaronder een heksenkring kan ontstaan, is wel veel bekend over onder andere de kinetiek van de uitbreiding, de soorten schimmels, de biologie en de ecologie van heksenkringen.

## Groei
De ondergrondse zwamvlok van bepaalde paddenstoelensoorten groeit in alle richtingen met ongeveer dezelfde snelheid uit. Daar waar de organische voedingsstoffen in de bodem uitgeput raken, sterft de zwamvlok af. Alleen het buitenste gedeelte van de heksenkring leeft dus. De zich uitbreidende schimmeldraden scheiden enzymen af die de voedingsstoffen beter verteerbaar maken. Onder gunstige omstandigheden komen de vruchtlichamen - de paddenstoelen - op ongeveer dezelfde tijd boven de grond. Die vormen dan het bovengrondse gedeelte van de heksenkring.
De heksenkring blijft zich ondergronds uitbreiden tot barrières, bijvoorbeeld andere heksenkringen, de groei tegenhouden. Heksenkringen van verschillende soorten kunnen door elkaar heen groeien. De groeisnelheid ligt tussen 99 en 350 mm per jaar. Een van de oudste bekende heksenkringen leeft in Frankrijk, een kring van waarschijnlijk 700 jaar oud met een diameter van 600 m.
In tegenstelling tot de hierboven beschreven vrijstaande kringen, blijven aan bomen gebonden heksenkringen veel kleiner. Het betreft hier soorten paddenstoelen die in symbiose leven met de boom.

## Gazons
In gazons kunnen heksenkringen als ongewenst worden gezien. Heksenkringen kunnen in de grasmat verkleuringen veroorzaken. Waar de schimmel de voedingsstoffen uitput, groeit het gras minder goed of kan het afsterven. Waar gestorven schimmeldraden ontbinden komen mogelijk voedingsstoffen vrij, zodat het gras beter kan groeien. Dat kan ook zo zijn aan de buitenrand, waar de enzymen uit de schimmeldraden makkelijker ook voor het gras op te nemen voedingsstoffen vormen.
Deze verschillende effecten kunnen het gazon "lelijk" maken, waar de heksenkring zelf ook "mooi" gevonden kan worden.

## Folklore
Voordat in 1807 door Wollaston werd vastgesteld dat heksenkringen door schimmels worden veroorzaakt, waren er vele verschillende verklaringen in omloop. Ze zouden veroorzaakt worden door bovennatuurlijke wezens, heksen, mollen, parende slakken of bliksem. De heksenkring heeft een geheimzinnig karakter door zijn ronde vorm en vaak plotseling (in één nacht) verschijnen.
De Nederlandse naam stoelt op het denkbeeld dat heksen, soms vermomd als katten, op die plek gedanst zouden hebben. Op de Munse hei onder Oss zou een heksenkring liggen waar alleen maar heksenkruid wil groeien. Als men in een heksenkring stapte, kon men hier niet zelf meer uit weg komen. Vaak bleef men de hele nacht in de heksenkring of kwam zelfs nooit weer terug.
De Engelse naam (fairy ring, fairy circle, elf circle, elf ring, pixie ring) baseert zich op een rondedans van feeën of elfen. Er werd gedacht dat het betreden van de kring gevaarlijk was, en dat het ziekten zou kunnen veroorzaken.

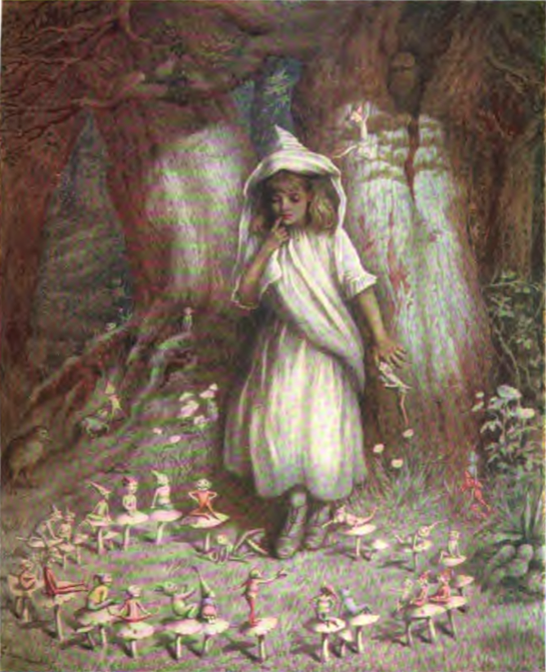
The Elf Ring, Kate Greenaway
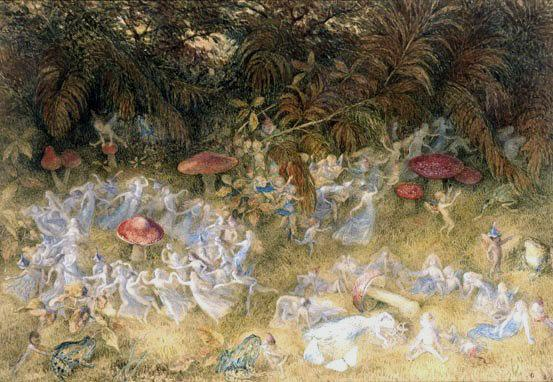
Feeënkringen en paddenstoelen, Richard Doyle
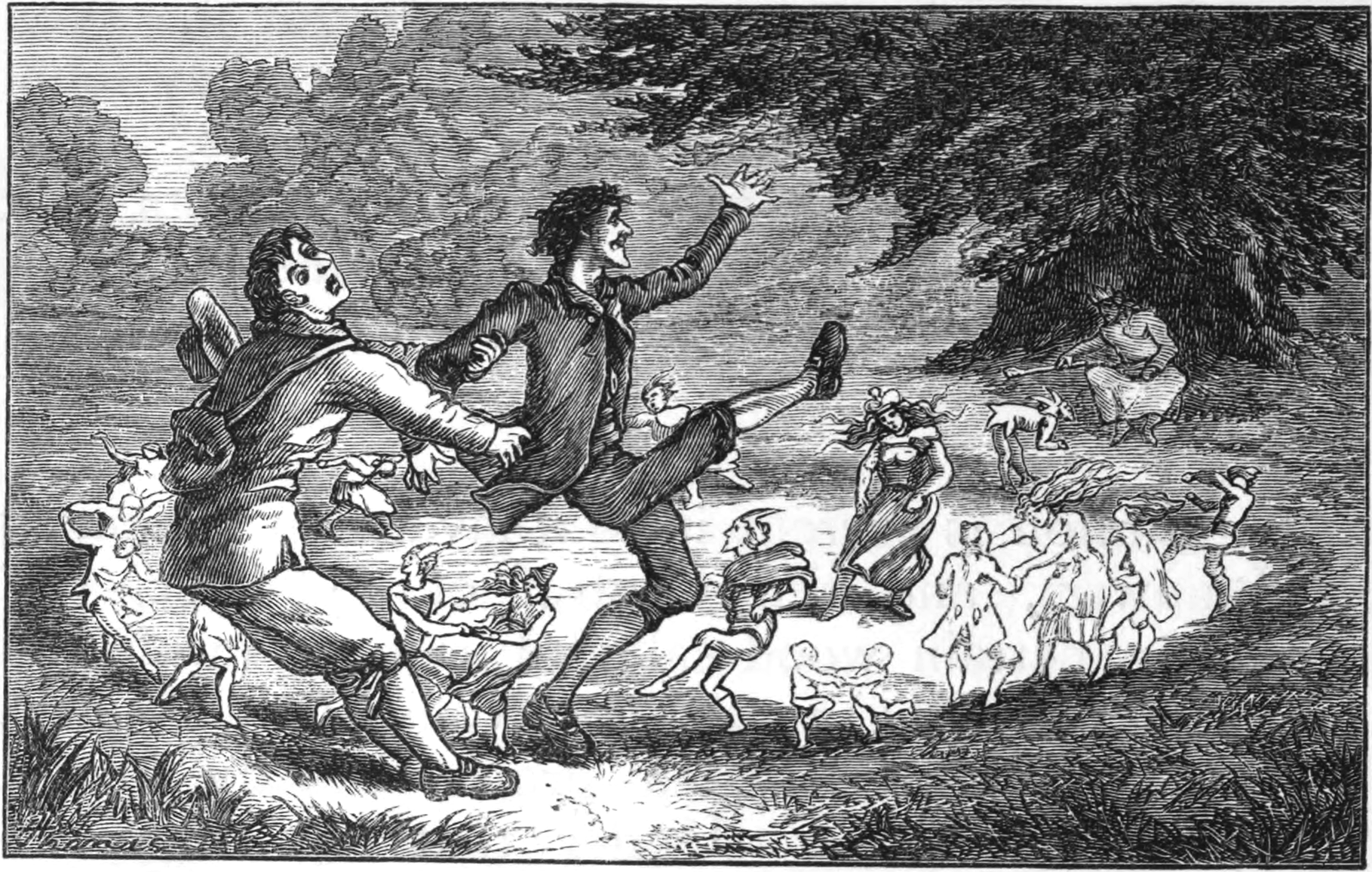
Man wordt weggetrokken bij heksenkring